# Ouratea wallnoeferiana
Ouratea wallnoeferiana är en tvåhjärtbladig växtart som beskrevs av C. Sastre. Ouratea wallnoeferiana ingår i släktet Ouratea och familjen Ochnaceae. Inga underarter finns listade i Catalogue of Life.